# پاکولا آنیا
پاکولا آنیا (انگلیسی: Paculla Annia; مرگ ۱۶۰ پیش از میلاد یک کاهن زن اهل کامپانیایی در فرقه باکوس بود. نام او تنها در شرح لیویوس در شرح معرفی، رشد و گسترش جشنواره‌های غیررسمی باکانالیا، که به طرز فجیعی در سال ۱۸۶ قبل از میلادت تحت فرمان مجلس سنا در مورد باکانالیا سرکوب شدند، ذکر شده‌است.